# Olof Lemon
Olof Carl Adolph Lemon, född 14 oktober 1866 i Stockholm, död där den 22 oktober 1934, var en svensk operasångare (tenor). Han var far till sångerskorna Benna Lemon-Brundin och Gurli Lemon-Bernhard.
Lemon studerade för Ivar Hallström från 1886, och medverkade vid konserter från 1890. Efter debuten på Stora Teatern i Göteborg 1892 var Lemon 1893–1894 och 1896–1899 anställd vid Kungliga Teatern, där han blev högt uppskattad för såväl sitt skådespeleri som sin röst. Bland hans roller märks Wilhelm Meister i Mignon, Romeo i Romeo och Julia och Canio i Pajazzo.
Lemon var vd för Adolph Lemons AB 1903–1918 och drev från 1924 fastighetsaktiebolaget Valvet i Stockholm.
Han var från 1900 till sin död gift med sångerskan Blenda Gertrud Constantia Nilsson (1880–1969). De är begravda på Norra begravningsplatsen utanför Stockholm.